# إتيان فان دير ليند
إتيان فان دير ليند (بالإنجليزية: Etienne van der Linde)‏ هو سائق سيارة سباق ومهندس جنوب أفريقي، ولد في 25 فبراير 1978 في جوهانسبرغ في جنوب أفريقيا.

## وصلات خارجية
- إتيان فان دير ليند على موقع DriverDB.com (الإنجليزية)